# 小国沢城
小国沢城（おぐにさわじょう）は、新潟県長岡市小国町楢沢字菅沼ほかにあった日本の城（山城）。小松入城（こまついりじょう）・菅沼城（すがぬまじょう）ともいう。この山城単体を指して「小国城」（おぐにじょう）と呼ぶ事もあるが、行政上の遺跡（埋蔵文化財包蔵地）としては西麓の小国氏居館推定地が小国城と呼ばれている。なお、小国氏居館・小国沢城と、周囲の山城群をも一括して「小国城」とする意見がある。

## 概要
小国氏は、鎌倉時代前期の御家人・小国頼連を家祖とし、現在の長岡市小国町域にあたる刈羽郡小国保を領有した。
小国沢城の城跡は、渋海川支流の小国沢川右岸に位置し、関田山脈から西向きに派生してきた標高252メートルの小城山と呼ばれる尾根上に立地する。尾根筋がさらに西向きに2手に分岐する地点を本曲輪とし、背後（東側）の尾根筋には切岸と堀切（空堀）を設け、西側の2条の尾根それぞれに、堀切と平場を連続させた小曲輪群を構築している。尾根と尾根の間には「菅沼」と呼ばれる谷戸が開け、湧水が確保されている。現在は一部が「長岡市おぐに森林公園」となっている。
1983年（昭和58年）当時の刈羽郡小国町の広報誌コラムでは、小国沢城を「小国城」と呼称して解説しつつ、小国氏居館推定地（現在、曹洞宗寺院・真福寺が所在する付近で、行政上の遺跡名ではこちらが「小国城」となっている）を中心とする半径2キロメートル以内の小国氏関連の複数の山城群（小国沢城・小栗山城・猿橋城・法坂城・諏訪井城等）を挙げ、これらと小国氏居館を一体として「小国城」と捉えることも出来るとしている。